# La Guerre des trônes : La Véritable Histoire de l'Europe
Pour les articles homonymes, voir Trône (homonymie).
La Guerre des trônes : La Véritable Histoire de l'Europe est une émission de télévision française mélangeant documentaire historique et docufiction et créée en 2017 sur France 5.
Présentée par Bruno Solo, elle retrace l'Histoire de l'Europe au travers de l'Histoire de France, depuis la Guerre de Cent Ans jusqu'au début du XIXe siècle.

## Principe de l'émission
Chaque épisode retrace l’épopée des dynasties rivales ainsi que les jeux de pouvoir qui ont écrit l’histoire de l’Europe depuis le début de la guerre de Cent Ans.
Les émissions sont construites comme des docufictions, dans lesquels les reconstitutions historiques alternent avec la narration du présentateur Bruno Solo, qui explique comment les événements historiques ont changé la carte de l’Europe,,.
Chaque épisode fait également découvrir au téléspectateur les différents lieux historiques en rapport avec le sujet traité.
En parallèle de la visite des différents lieux, Bruno Solo explique les enjeux géopolitiques des différentes guerres ainsi que les interactions entre les souverains impliqués en déplaçant des pions sur une grande carte de l'Europe.
Limitée au départ à l'Europe, la carte de Bruno Solo s’agrandit à partir de la sixième saison afin de couvrir également le continent américain, où l'Angleterre et la France s'affrontent via leurs colonies.

## Production et réalisation

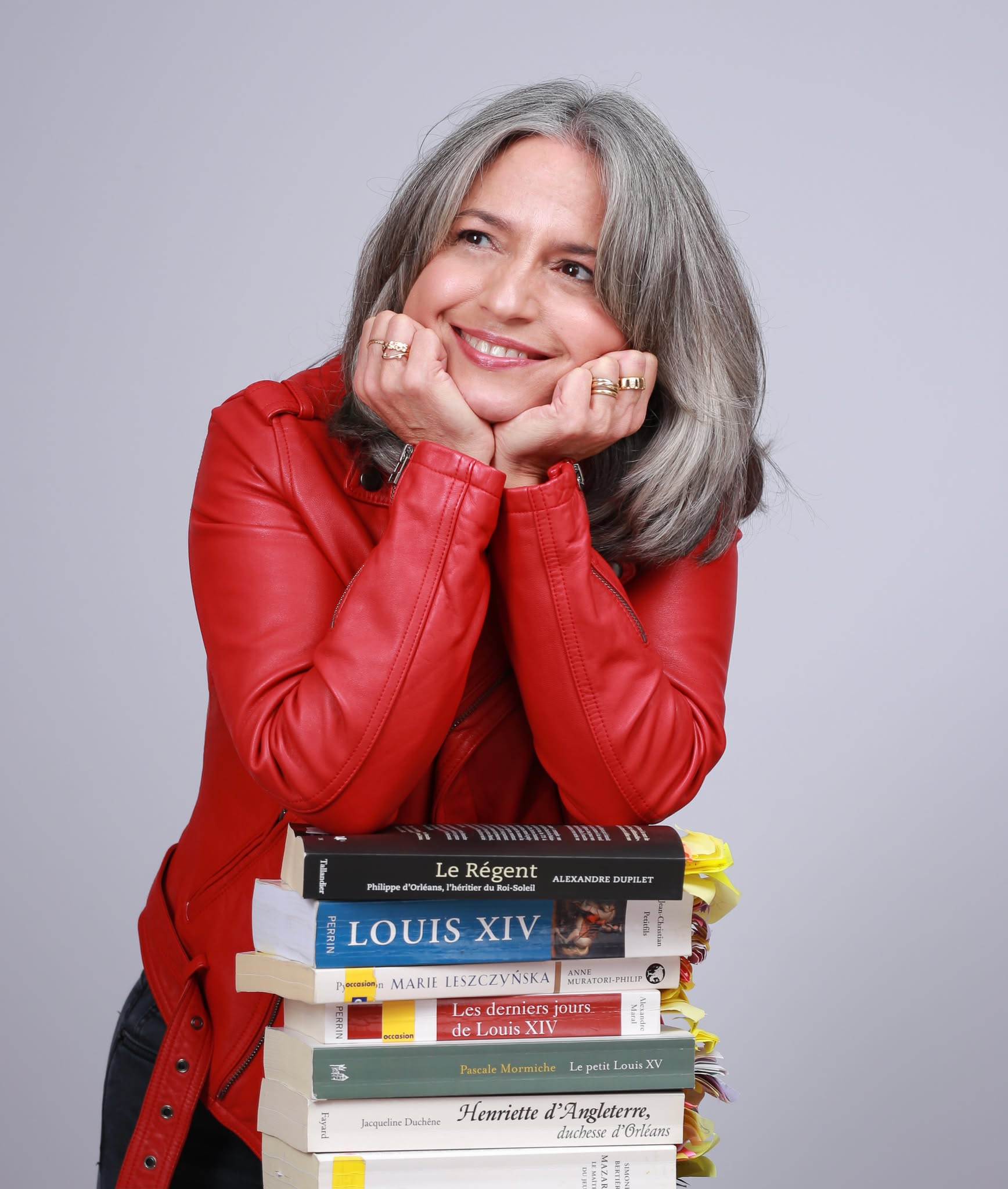
Photo de Vanessa Pontet, coréalisatrice de la série.

L'émission est produite par la société Pernel Media. Les épisodes sont réalisés par Vanessa Pontet et Alain Brunard.
L’écriture des différentes émissions est réalisée en collaboration avec des historiens spécialistes de l’époque traitée. « Ils nous corrigent et nous fournissent beaucoup d’anecdotes », explique Vanessa Pontet.
Ces derniers sont également mis à contribution dans le cadre de la réalisation des scènes de reconstitutions. « Tout ce que les personnages disent est vérifié par des historiens. Ce sont les propos qu'ils auraient tenu lors des grandes décisions », explique ainsi Bruno Solo.
Le tournage, qui comprend les enregistrements et prises de voix de Bruno Solo ainsi que les scènes de reconstitutions avec les comédiens et figurants, se déroule sur plusieurs mois.  
Lors d'une interview sur France Bleu en décembre 2019, Bruno Solo déclare : 

« Il y a environ un mois pour le tournage des fictions. Ce sont les séquences où je n'apparais pas. C'est un tournage à part. Ensuite, ma partie demande également un mois de tournage entre la salle des cartes, mes déplacements dans les différents lieux et l'enregistrement de toutes les voix off. On fait cela généralement entre le mois d'août et le mois de septembre. »

## Présentation

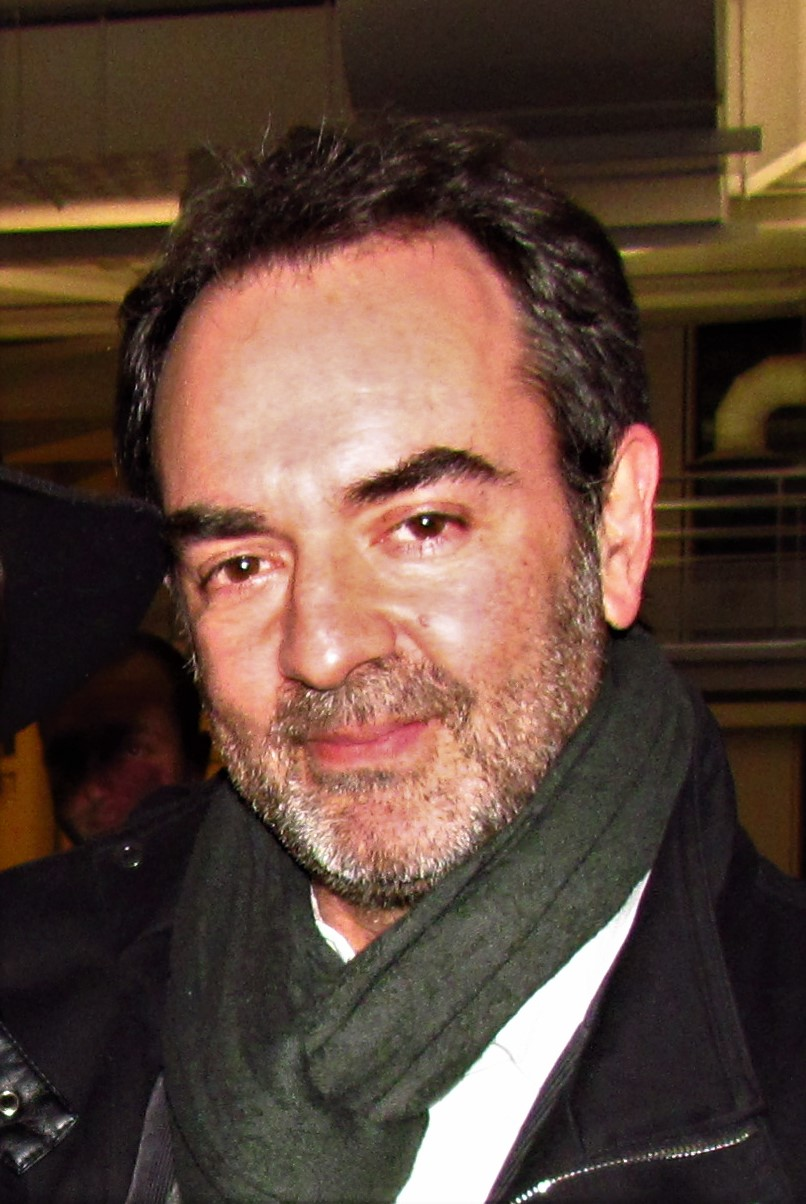
L'acteur Bruno Solo présente l'émission depuis 2017.

L’émission est présentée par le comédien Bruno Solo depuis la première saison en 2017.
Selon le comédien, l’idée d’animer cette émission serait le fruit d’une discussion improvisée avec la direction de France Télévisions . Il déclare : « Lors d'une interview à la télé, je me suis mis à parler de ma tendresse et de ma passion pour l'histoire. Suffisamment pour que cela interpelle des personnes de France 5 qui m'ont dit : “Chiche ! Fais-le et donne un autre ton.” ».
À l’occasion du lancement de la troisième saison, l’acteur indique avoir rencontré des difficultés à prendre ce rôle lors de la première saison, avant de trouver le bon équilibre au cours des saisons suivantes. Il explique :

« La première année, le texte un peu solennel et très précis, ainsi que les nombreuses dates à retenir m’ont donné du fil à retordre. La deuxième année, j’ai commencé à me sentir à l’aise et dans cette troisième saison, j’ai enfin trouvé l’équilibre parfait entre la narration et une liberté de ton me permettant d’ajouter sur des moments moins essentiels un petit grain de fantaisie. »

## Liste des épisodes

### Saison 1
Cette saison raconte l'histoire de l'Europe du XIVe siècle au XVIe siècle, à l'époque de la guerre de Cent Ans et des débuts de la Renaissance.
Elle retrace également la rivalité entre le roi de France François Ier et l'empereur Charles Quint.
| Rang | Première diffusion | Titre                    | Période   | Nombre de téléspectateurs | Part d'audience |
| ---- | ------------------ | ------------------------ | --------- | ------------------------- | --------------- |
| 1    | 29 décembre 2017   | La guerre est déclarée   | 1328-1364 | 1 100 000                 | 4,6 %           |
| 2    | 29 décembre 2017   | Le Roi fou et la Pucelle | 1392-1453 | 1 100 000                 | 4,6 %           |
| 3    | 5 janvier 2018     | Le Jeu des alliances     | 1461-1483 | 1 027 000                 | 4,1 %           |
| 4    | 5 janvier 2018     | Le Roi et l'Empereur     | 1515-1558 | 1 157 000                 | 4,9 %           |

### Saison 2
La deuxième saison raconte l'histoire de l'Europe du XVIe siècle, à l'époque des guerres de Religion. Elle s'intéresse notamment aux règnes du roi de France Henri II et de la reine d'Angleterre Élisabeth Ire.
Elle décrypte également le rôle de Catherine de Médicis, les intrigues de la famille de Guise, ainsi que le choix d'Henri de Navarre de se convertir au catholicisme pour pouvoir monter sur le trône de France.
| Rang | Première diffusion | Titre                 | Période   | Nombre de téléspectateurs | Part d'audience |
| ---- | ------------------ | --------------------- | --------- | ------------------------- | --------------- |
| 5    | 21 décembre 2018   | Le Jeu de dames       | 1542-1559 | 1 010 000                 | 4,6 %           |
| 6    | 21 décembre 2018   | Au nom de Dieu        | 1559-1561 | 1 010 000                 | 4,6 %           |
| 7    | 28 décembre 2018   | L'Europe s'embrase    | 1561-1569 | 875 000                   | 4,1 %           |
| 8    | 28 décembre 2018   | Noces de sang         | 1567-1574 | 875 000                   | 4,1 %           |
| 9    | 4 janvier 2019     | Frères ennemis        | 1575-1584 | 840 000                   | 3,6 %           |
| 10   | 4 janvier 2019     | Le Dernier des Valois | 1584-1594 | 840 000                   | 3,6 %           |

### Saison 3
Cette saison raconte les règnes de rois de France Henri IV et Louis XIII, les conflits qu'ils ont dû mener contre d'autres souverains, le rôle du cardinal de Richelieu, ainsi que les nombreuses intrigues politiques qui ont façonné l'Europe du XVIIe siècle.
| Rang | Première diffusion | Titre                            | Période   | Nombre de téléspectateurs | Part d'audience |
| ---- | ------------------ | -------------------------------- | --------- | ------------------------- | --------------- |
| 11   | 20 décembre 2019   | Henri IV, à la conquête du trône | 1590-1594 | 939 000                   | 4,2 %           |
| 12   | 20 décembre 2019   | Les Amours d'Henri IV            | 1594-1601 | 955 000                   | 4,6 %           |
| 13   | 27 décembre 2019   | Louis XIII, naissance d'un roi   | 1602-1617 | 1 200 000                 | 6 %             |
| 14   | 27 décembre 2019   | Anne d'Autriche, l'intrigante    | 1618-1628 | 1 200 000                 | 6 %             |
| 15   | 3 janvier 2020     | Richelieu, un cardinal à abattre | 1626-1632 | 1 015 000                 | 4,5 %           |
| 16   | 3 janvier 2020     | À l'aube du Roi-Soleil           | 1635-1643 | 1 160 000                 | 5,4 %           |

### Saison 4
La quatrième saison est centrée sur le règne de Louis XIV de 1643 à 1701. Elle retrace son enfance, l’influence de Mazarin et de sa mère durant les premières années de son règne, ses relations avec ses favorites Madame de Montespan et Madame de Maintenon, ainsi que les différentes guerres que le roi mène contre les autres puissances européennes.
| Rang | Première diffusion | Titre                                   | Période   | Nombre de téléspectateurs | Part d'audience |
| ---- | ------------------ | --------------------------------------- | --------- | ------------------------- | --------------- |
| 17   | 18 décembre 2020   | Louis XIV, l'enfance d'un roi           | 1643-1654 | 1 040 000                 | 4,2 %           |
| 18   | 18 décembre 2020   | Mazarin, le maître du jeu               | 1654-1661 | 1 040 000                 | 4,2 %           |
| 19   | 25 décembre 2020   | Louis XIV, monarque absolu              | 1661-1669 | 945 000                   | 4,4 %           |
| 20   | 25 décembre 2020   | Philippe d'Orléans, amours et intrigues | 1669-1679 | 945 000                   | 4,4 %           |
| 21   | 1er janvier 2021   | Louis XIV, le temps des épreuves        | 1680-1689 | 1 055 000                 | 4,3 %           |
| 22   | 1er janvier 2021   | Louis XIV, échec au roi ?               | 1689-1701 | 1 166 000                 | 5,2 %           |

### Saison 5
La cinquième saison retrace la fin du règne du roi Louis XIV puis aborde la période de la Régence de 1715 à 1723. Elle s'attarde enfin sur les débuts du règne de Louis XV, une période riche en événements,.
Au niveau international, elle décrypte les différents conflits qui s'étendent en Europe au début du XVIIIe siècle, du Saint-Empire romain germanique à l'Écosse, mais également au Canada où la France et le Royaume-Uni s'affrontent.
| Rang | Première diffusion | Titre                                             | Période   | Nombre de téléspectateurs | Part d'audience |
| ---- | ------------------ | ------------------------------------------------- | --------- | ------------------------- | --------------- |
| 23   | 16 décembre 2021   | Louis XIV, l'ennemi de l'Europe                   | 1701-1711 | 893 000                   | 3,8 %           |
| 24   | 16 décembre 2021   | Louis XIV, le crépuscule                          | 1712-1715 | 893 000                   | 4,2 %           |
| 25   | 23 décembre 2021   | L'Héritage du Roi-Soleil                          | 1715-1722 | 879 000                   | 4 %             |
| 26   | 23 décembre 2021   | Louis XV, le bien-aimé                            | 1722-1738 | 879 000                   | 4 %             |
| 27   | 30 décembre 2021   | Marie-Thérèse d'Autriche, l'impératrice guerrière | 1740-1748 | 884 000                   | 4,2 %           |
| 28   | 30 décembre 2021   | Madame de Pompadour, marquise des Lumières        | 1748-1757 | 884 000                   | 4,2 %           |

### Saison 6
La sixième saison retrace la jeunesse du futur roi Louis XVI ainsi que sa rencontre avec sa future femme, Marie-Antoinette.
Sur le plan international, elle décrypte les enjeux et conséquences de la guerre de Sept Ans, la première véritable guerre « mondiale », durant laquelle la France perd ses colonies au Canada, et dont elle ressort épuisée et affaiblie.
Elle montre également le rôle clé que prend la Russie impériale dans la politique européenne, et enfin la manière dont la France apporte son soutien aux insurgés américains afin de gagner leur indépendance vis-à-vis de l'Angleterre.
| Rang | Première diffusion | Titre                                  | Période    | Nombre de téléspectateurs | Part d'audience | Thèmes des épisodes                            |
| ---- | ------------------ | -------------------------------------- | ---------- | ------------------------- | --------------- | ---------------------------------------------- |
| 29   | 15 décembre 2022   | Louis XVI, l’enfant de la guerre       | 1756- 1760 | 1 099 000                 | 5,3 %           | La Guerre de Sept Ans                          |
| 30   | 15 décembre 2022   | Louis XVI ou le Royaume perdu          | 1760-1763  | 1 099 000                 | 5,3 %           | La Guerre de Sept Ans                          |
| 31   | 22 décembre 2022   | Marie-Antoinette, l'enfant de la paix  | 1764-1770  | 815 000                   | 3,9 %           | Le mariage de Louis XVI et de Marie-Antoinette |
| 32   | 22 décembre 2022   | Marie-Antoinette, vive la reine !      | 1770-1774  | 815 000                   | 3,9 %           | Le mariage de Louis XVI et de Marie-Antoinette |
| 33   | 29 décembre 2022   | Louis XVI et l’Indépendance américaine | 1775-1781  | 869 000                   | 4,4 %           | La Guerre d'indépendance américaine            |
| 34   | 29 décembre 2022   | Marie-Antoinette, échec à la Reine     | 1782-1788  | 869 000                   | 4,4 %           | L'Affaire du collier de la reine               |

### Saison 7
La septième saison retrace le déroulement de la Révolution française, de la convocation des États généraux en 1789 jusqu'à la mort du dauphin Louis XVII en 1795.
Sur le plan international, elle décrypte les conséquences de la Révolution française pour les monarchies européennes, qui se refusent d'abord à intervenir avant de se liguer contre la jeune République française.
Elle montre également le rôle joué par trois femmes durant la Révolution : la reine Marie-Antoinette, la femme politique Théroigne de Méricourt et la chocolatière Pauline Léon.
| Rang | Première diffusion | Titre                                              | Période                     | Nombre de téléspectateurs | Part d'audience |
| ---- | ------------------ | -------------------------------------------------- | --------------------------- | ------------------------- | --------------- |
| 35   | 21 décembre 2023   | Révolution, trois femmes dans la tourmente         | janvier - juillet 1789      | 825 000                   | 4,2 %           |
| 36   | 21 décembre 2023   | Théroigne de Méricourt, l'amazone de la Révolution | juillet 1789 - février 1791 | 825 000                   | 4,2 %           |
| 37   | 28 décembre 2023   | Marie-Antoinette, l'Europe pour seul secours       | juin - septembre 1791       | 630 000                   | 3,3 %           |
| 38   | 28 décembre 2023   | Aux armes citoyennes !                             | août 1791 - août 1792       | 630 000                   | 3,3 %           |
| 39   | 4 janvier 2024     | Louis Capet, face au peuple                        | août 1792 - janvier 1793    | 713 000                   | 3,5 %           |
| 40   | 4 janvier 2024     | Louis XVII, l'enfant de l'Europe                   | janvier 1793 - juin 1795    | 713 000                   | 3,5 %           |

### Saison 8
La huitième saison, sous-titrée Le clan Bonaparte, retrace le destin de Napoléon Bonaparte, son ascension fulgurante qui le propulsa de général à empereur des Français, mais aussi ce qui a précipité sa chute,.
Elle raconte également les relations au sein de la famille Bonaparte, notamment le rôle joué par sa mère mais aussi ses frères et sœurs, ainsi que la façon dont la famille a étendu son influence en Europe,. 
| Rang | Première diffusion | Titre                   | Période   | Nombre de téléspectateurs | Part d'audience |
| ---- | ------------------ | ----------------------- | --------- | ------------------------- | --------------- |
| 41   | 19 décembre 2024   | Napoléon, l'ascension   | 1793-1797 | 1 029 000                 | 5,3%            |
| 42   | 19 décembre 2024   | Lucien, le rebelle      | 1798-1799 | 1 029 000                 | 5,3%            |
| 43   | 26 décembre 2024   | Joseph, l'héritier ?    | 1799-1803 | 908 000                   | 4,9%            |
| 44   | 26 décembre 2024   | Caroline, l'ambitieuse  | 1804-1807 | 908 000                   | 4,9%            |
| 45   | 2 janvier 2025     | Un héritier à tout prix | 1807-1812 | 788 000                   | 3.9 %           |
| 46   | 2 janvier 2025     | Le bal des traîtres     | 1812-1815 | 788 000                   | 3.9 %           |

### Suites envisagées
L'évolution de la série ainsi que le périmètre des saisons suivantes n'est pas encore défini précisément.
Interviewée en 2021, la co-réalisatrice Vanessa Pontet indique que la série devrait se prolonger au moins jusqu'à la fin du XIXe siècle. « Je pense que nous pouvons sans problème aller jusqu'au Second empire et Napoléon III. » déclare-t-elle.
Interviewé en décembre 2024, Bruno Solo confirme également sa volonté de continuer : « Idéalement, j'aimerais aller jusque dans la France du XIXème siècle, Napoléon III et la Révolution industrielle… Ce sont des périodes qui me touchent tout particulièrement ».

L'acteur indique avoir également réfléchi à un projet de suite de la série qui serait centrée sur certains personnages historiques mais son idée n'a pas été retenue : 

« J’avais proposé de repartir du début pour faire un focus sur un personnage, en six épisodes. Ou de traiter l’histoire de l’Europe au travers uniquement de sa peinture, de son architecture, de sa poésie, de sa littérature. Ça me passionnerait, mais je n’ai pas senti le même enthousiasme des décideurs »

## Avis de la presse
À l'occasion de la diffusion de la troisième saison en 2019, la journaliste Eva Roque note : 

« La Guerre des trônes : La Véritable Histoire de l'Europe est une série documentaire pour découvrir l'histoire de France et l'histoire européenne. […] Bruno Solo a un talent de conteur remarquable. Il le confirme et la transmet avec gourmandise. »

Elle ajoute cependant : « Pour les parties jouées, je pense que la série mériterait un peu de plus de moyens. »
Lors du lancement de la sixième saison en 2022, la journaliste Catherine Pacary du journal Le Monde note de son côté que la série semble avoir trouvé la bonne dynamique, avec un Bruno Solo plus serein : « Oubliés les débuts tâtonnants de la saison 1, en décembre 2017, [..] Bruno Solo a depuis acquis en aisance, et la série en reconnaissance ».
Pour la journaliste, le choix assumé de raconter l'histoire par les anecdotes mais aussi l'histoire des personnages secondaires « est pour beaucoup dans l’attractivité de ce divertissement historique ».

## Adaptation en livre
La première saison, qui retrace l'histoire de l’Europe de la guerre de Cent Ans au règne de François Ier, a été adaptée dans un livre paru aux éditions Larousse en octobre 2019. Ce dernier reprend le fil conducteur des documentaires, assorti d’images d’archives et de photos de la série.

### Articles de presse
- Ludovic Mercier, « Vacances, été, liberté et Histoire... On a rencontré Bruno Solo de passage à Puget-Théniers », sur Nice Matin, 27 août 2023.